# カプチン・フランシスコ修道会

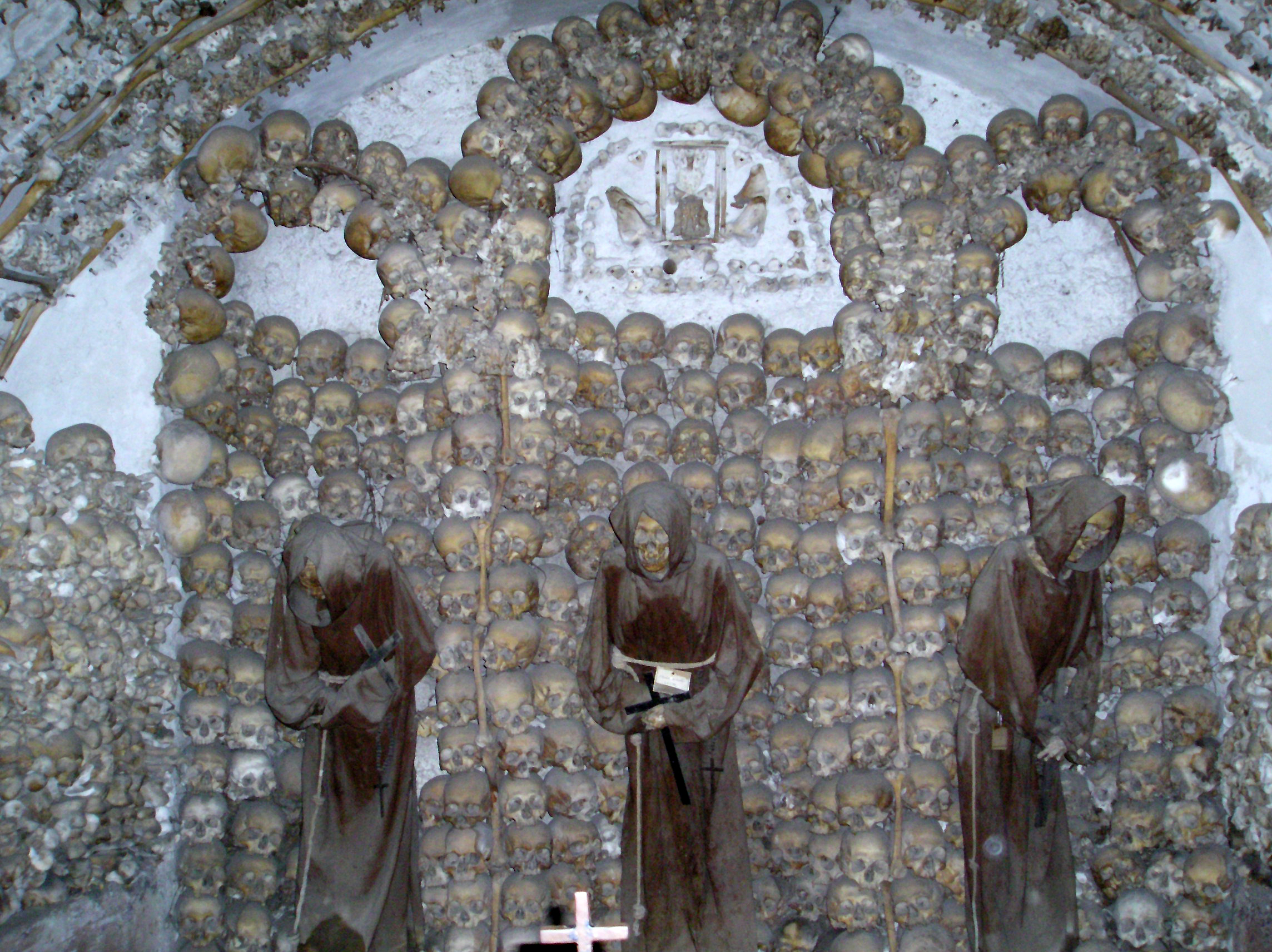
ローマのサンタ・マリア・デッラ・コンチェツィオーネ教会の納骨堂を飾る4,000人のカプチン会修道士の遺体

カプチン・フランシスコ修道会（ラテン語:Ordo Fratrum Minorum Capuccinorum, 略称: OFM Cap.）はカトリック教会の修道会の1つ。カプチン・フランシスコ会、カプチン小さき兄弟の会あるいはカプチン会とも呼ばれる。

## 歴史
16世紀はヨーロッパに宗教改革の嵐が吹き荒れた世紀であったが、カトリック教会の教会刷新運動もさかんに行われた（対抗宗教改革）。フランシスコ会に属したイタリア人司祭のマテオ・ダ・バッシ（マテオ・バスキ）が、1525年、イタリアのサン・ポーロ・デンツに所在するモンテファルコーネ修道院において、アッシジの聖フランチェスコを範とし、原点に立ち戻った厳格な清貧主義の徹底を主張し、フランシスコ会（「オブセルヴァンティス小さき兄弟会」）から分派した。これが、カプチン・フランシスコ修道会である。カプチン会は、1528年、ローマ教皇教皇クレメンス7世の認可を受け、正式に成立した。1538年には南イタリアのナポリでクララ会から分派した女子カプチン会も創設され、その動きはフランスやスペインなどへ広がった。
「カプチン会」の名は修道服の頭巾（カプッチョ, イタリア語: cappuccio）に由来する。その印象的な頭巾から人々が呼んだものが正式な名称となった。なお、この「カプチン」は 「オマキザル属」（英語: capuchin）や「カプチーノ」（イタリア語: cappuccino）、和名「僧帽筋」などの語源ともなっている。
1536年、教皇教皇パウルス3世はカプチン会の活動をイタリア国内に限定したが、1574年、教皇グレゴリウス13世はパウルス3世の禁止令を解除し、活動は世界各地に拡大した。当初は「コンベンツァル小さき兄弟会」の庇護下にあったが、1619年に独立の修道会として認可された。日本では1947年に宣教を開始した。
なお、カプチン会特有の遺体埋葬方法としてミイラ保存がある。

## 日本での活動
日本におけるカプチン会は、沖縄県那覇市を中心とするカトリック那覇教区で1947年より、北関東4県を担当するカトリックさいたま教区においては2000年より、カトリック福岡教区高宮教会で2011年より活動している。現在の日本の責任者である地区長はアメリカ人のウエイン・F・バーント師である。
沖縄は、第二次世界大戦後にアメリカのカプチン・フランシスコ修道会ニューヨーク管区管轄の琉球使徒座代理区となり、1949年から1972年までフェリックス・レイ師（カプチン会）が代牧を務めた。1972年に琉球代牧区が那覇司教区に昇格し、1973年から1997年までペトロ・バプティスタ石神忠真郎師（カプチン会）が初代司教の任についた。2007年現在の那覇司教はコンベンツァル会出身であるが、カトリック那覇司教区には小禄カトリック教会、聖クララ与那原カトリック教会、普天間カトリック教会の3ヶ所に、カプチン会の主任司祭がいる。このうち、聖クララ与那原カトリック教会（聖クララ教会）については、DOCOMOMO Japan が日本を代表する近代建築の一つとしてDOCOMOMO JAPAN選定 日本におけるモダン・ムーブメントの建築に選定している。
カトリックさいたま教区にはカトリック小山教会、カトリック峰教会、の２カ所にカプチン会の主任司祭がいる。
他には、横浜市に事務所を置き、集会活動やテレフォンサービス、書籍出版などを行う宣教団体「祈りの園」の主催をするアメリカ人のピーター・ボン・エッセン師（ペトロ神父）が有名である。

## 大学・研究所
ローマにあるサン・ロレンツォ・ダ・ブリンディジ国際カレッジはカプチン会系の教育研究機関で、歴史研究所や図書館、博物館などがある。

## カプチン会出身の人物
スペインのバスク地方の民謡研究家で作曲家でもあったドノスティア神父（ホセ・アントニオ・ドノスティア、別名サン・セバスティアン）はカプチン会の修道士であった。